# Salix nakamurana
Salix nakamurana är en videväxtart. Salix nakamurana ingår i släktet viden, och familjen videväxter.

## Underarter
Arten delas in i följande underarter:
- S. n. eriocarpa
- S. n. neoreticulata
- S. n. kurilensis
- S. n. nakamurana
- S. n. yezoalpina

## Bildgalleri

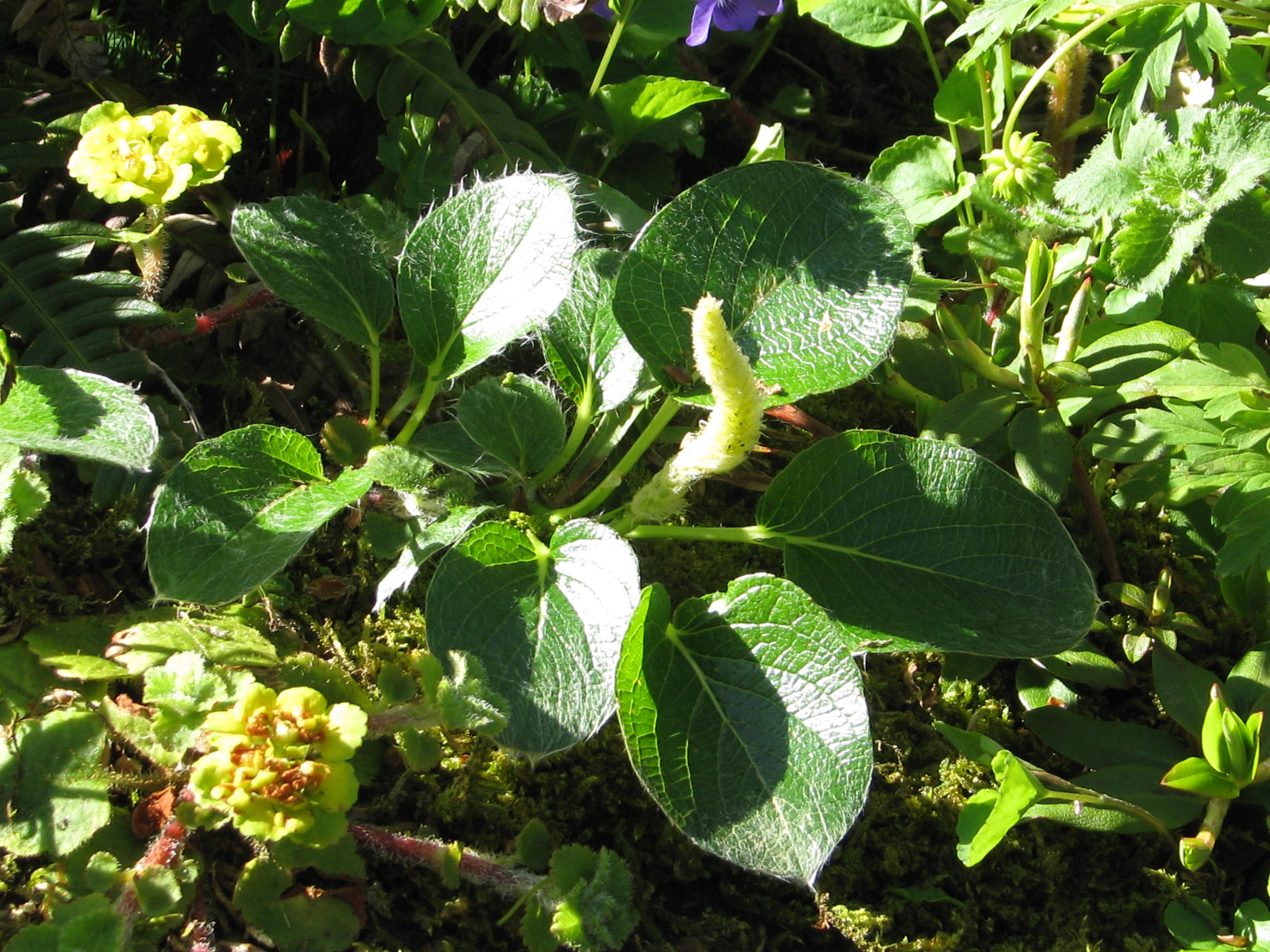